# Exército de Libertação Negra
O Exército de Libertação Negra (BLA) foi uma organização militante marxista-leninista e nacionalista negra clandestina que atuou nos Estados Unidos de 1970 a 1981. Composta por antigos membros do Panteras Negras (BPP) e da República da Nova Áfrika (RNA), que haviam atuado publicamente antes de se tornarem clandestinos, o programa da organização consistia em uma guerra contra o governo dos Estados Unidos. Seu objetivo declarado era “empunhar armas para a libertação e autodeterminação do povo negro nos Estados Unidos”. Os grupos que se autodenominavam BLA realizaram atentados com explosivos, assassinatos de policiais e de pessoas brancas aleatórias, roubos (a que os participantes chamavam “expropriações”) e fugas de prisões.

## Histórico
O eventual surgimento do Exército de Libertação Negra foi possível graças a várias organizações clandestinas e a um braço armado “clandestino” do Partido dos Panteras Negras (BPP), espalhados pelos Estados Unidos, que priorizavam a autodefesa armada e a luta contra a polícia e o vigilantismo branco.
Uma dessas organizações foi o Movimento de Ação Revolucionária [en] (MAR), fundado em 1962 em estreita associação com defensores da autodefesa, como Queen Mother Moore [en] e Robert F. Williams, mas também com intelectuais comunistas como James [en] e Grace Lee Boggs. Em 1964, Robert Williams publicou um estudo sobre as possibilidades da guerra de guerrilha nos Estados Unidos no jornal The Crusader da MAR, que ajudou a popularizar as táticas armadas clandestinas na MAR e em círculos adjacentes. Esse foi o primeiro passo em uma transição da autodefesa armada para a luta armada contra um inimigo político.
O novo conceito consistia em se aproximar o máximo possível do inimigo para neutralizar suas armas modernas e potentes. Esse conceito criava condições que envolviam toda a comunidade, quer ela quisesse se envolver ou não. Sustentava um estado de confusão e destruição de propriedade, desarticulando os órgãos de harmonia e ordem e reduzindo o poder central ao nível de um polvo indefeso e espalhado. Durante o dia, ocorriam tumultos esporádicos e tiroteios em massa. À noite, trazia-se a guerra total, a luta organizada e o terror ilimitado contra o opressor e suas forças.
Um artigo posterior sobre o mesmo tema especificou algumas das táticas que os grupos armados negros teriam de usar nos Estados Unidos:
Teriam de ser formadas guardas de defesa armadas em todo o país. Esses grupos seriam organizados dentro dos limites da lei e, quando possível, se tornariam clubes de rifles esportivos afiliados à National Rifle Association. Eles funcionariam apenas como unidades de defesa para proteger a vida, a integridade física e a propriedade nas comunidades dos guetos. Seria necessária alguma forma de direção central. Uma força de guerrilha clandestina bem organizada e disciplinada também teria de ser formada para realizar uma missão mais agressiva.
Na cidade de Nova York, os quadros da MAR atuaram como segurança armada de Malcolm X depois que ele se separou da Nação do Islã. Em 1966, os membros da MAR orientaram a nascente filial nova-iorquina do Partido dos Panteras Negras por meio de educação política e estabeleceram seu braço armado, então chamado de Guardas Negros. Esses quadros da MAR influenciaram a perspectiva tática mais militante do BPP da costa leste em comparação com a sede em Oakland.
O Partido dos Panteras Negras na costa oeste “diferia da postura clandestina do RAM”, mas, mesmo assim, “organizou uma clandestinidade desde seus primeiros dias”. Esse braço armado clandestino era descentralizado, formado por células que se comunicavam com base na necessidade de conhecimento, todas “parte de um conceito de movimento chamado Exército de Libertação Negra”. Bunchy Carter, como Ministro da Defesa do Sul da Califórnia do BPP, incorporou alguns dos Slausons, uma gangue que ele havia liderado anteriormente, para criar um braço armado clandestino para o partido. Depois que Carter foi assassinado em uma briga orquestrada pelo FBI com a Organização dos EUA em 1969, Geronimo Pratt [en] assumiu a liderança do braço armado clandestino do BPP. Nessa função, ele organizou formações clandestinas em todos os Estados Unidos, especialmente no Sul.
A libertação de Huey Newton da prisão em 1970 desestabilizou a frágil paz entre o Partido dos Panteras Negras da costa oeste e leste e reverteu o curso da militância clandestina no sul, que Pratt havia iniciado durante a prisão de Newton. As operações de contrainteligência do FBI foram projetadas para inflamar as tensões existentes e impedir a cooperação entre representantes díspares do movimento de libertação dos negros. Uma combinação dessa intromissão e da influência dos membros do BPP convenceu Newton a expulsar Geronimo Pratt do partido, denunciar os membros do BPP envolvidos no armamento e treinamento dos quadros sulistas e, por fim, expulsar da organização toda a seção de Nova York do Partido dos Panteras Negras. Essa expulsão tomou forma em linhas táticas: Newton não se sentia à vontade com uma rede nacional de unidades armadas clandestinas que respondiam a Pratt, mas não a ele, e estava preocupado com o fato de que o braço armado estava ultrapassando as iniciativas do partido no terreno.
Simultaneamente ao estabelecimento e ao colapso do Partido dos Panteras Negras, houve a ascensão e o apogeu do Governo Provisório da República da Nova África, que previa o estabelecimento de um Estado soberano no cinturão negro. Esse projeto assumiu uma proposta de Malcolm X e Betty Shabazz e envolveu muitos dos primeiros apoiadores do RAM, incluindo Queen Mother Moore e Robert F. Williams, juntamente com o ex-presidente do SNCC, H. Rap Brown [en]. Veteranos do BPP, do PG-RNA, do próprio MAR e de outras organizações locais povoariam o BLA.

## Formação e desenvolvimento
Como não era uma organização oficial, o Exército de Libertação Negra não possuía uma coordenação centralizada e consistia em diversos grupos com cronogramas distintos, o que dificulta a observação exata de quando e onde o BLA surgiu do underground preexistente. Em algumas cidades, o Exército Negro de Libertação não estava conectado a outros grupos mais coordenados ou não tinha conhecimento deles, como ocorreu na Filadélfia, onde o BLA se formou a partir de membros do Conselho da Unidade Negra e da seção local do Partido dos Panteras Negras. Durante seus primeiros anos, como observa a integrante Assata Shakur, o BLA “não era um grupo centralizado e organizado com uma liderança e uma cadeia de comando comuns. Em vez disso, havia várias organizações e coletivos trabalhando juntos e simultaneamente independentes uns dos outros". Pelo menos até 1970, devido à sabotagem da polícia e do FBI, infiltração, desunião interna, prisão em massa de membros, longas sentenças de prisão e o assassinato de membros importantes, incluindo Fred Hampton, o número de membros do partido estava diminuindo e sua liderança reagia com o fechamento das fileiras. Muitos ex-panteras desertaram para o BLA após a expulsão de Eldridge Cleaver do partido durante esse período. Outros simplesmente enfatizaram a clandestinidade e a luta armada em resposta à repressão policial e aos assassinatos. A seção de Nova York do BLA tinha o compromisso de “defender os negros, lutar pelos negros e organizar os negros militarmente para que pudessem se defender por meio de um exército popular e de uma guerra popular”.
O BLA era inicialmente descentralizado e autônomo, dividido geograficamente e sem pretensão de unidade ideológica além do endosse da libertação negra e do socialismo tipicamente revolucionário. No entanto, em meados da década de 1970, surgiram fraturas ideológicas no movimento, e uma “Chamada para Consolidação” intitulada “Mensagem ao Movimento Negro” foi emitida com o intuito de criar uma organização unificada. A maioria do BLA que aceitou a consolidação formou um grupo completamente separado, denominado Black Liberation Army - Coordinating Committee (Exército de Libertação Negra - Comitê Coordenador); esses membros, em grande parte, dependiam da liderança presa para obter orientação estratégica e estavam “envolvidos na luta de facções” dentro do PG-RNA. A convocação para consolidação delineou a posição política do grupo majoritário, rejeitando o reformismo como "baseado na colaboração de classe sem princípios com nosso inimigo" e afirmando os seguintes princípios:
1. Somos anticapitalistas, anti-imperialistas, anti-racistas e anti-sexistas.
2. Devemos lutar pela abolição desses sistemas e pela instituição de relações socialistas nas quais os negros tenham controle total e absoluto sobre seu próprio destino como povo.
3. Para abolir nossos sistemas de opressão, devemos utilizar a ciência da luta de classes e desenvolver essa ciência conforme ela se relaciona com nossa condição nacional única.

Nessa declaração de 1976, o BLA-CC permitiu a unidade “de princípios” e “tática” com os brancos revolucionários, o que garantiria que a organização negra revolucionária tomasse decisões determinantes, tanto estratégica quanto taticamente, durante a colaboração, evitando que os brancos usassem o BLA para seu próprio benefício.
Um número substancial de membros do Exército de Libertação Negra de Nova York não aceitou esse esforço de consolidação e continuou a divulgar comunicados sob os auspícios do BLA em geral. Na década de 1980, esse grupo minoritário formou a Revolutionary Armed Task Force (Força-Tarefa Armada Revolucionária), uma fusão de veteranos do BLA, de um lado, e da Weather Underground Organization, de outro. Esses últimos estavam operando como a May 19th Communist Organization [en], uma célula responsável por uma série de atentados a bomba e roubos. Essa fusão buscava reenergizar a luta armada nos Estados Unidos e financiar um recuo da política revolucionária nacionalista negra, que havia sido eclipsada pela derrota do movimento em meados dos anos setenta. A aliança entre o underground branco anti-imperialista e o underground nacionalista revolucionário negro causou controvérsia entre outros grupos do BLA e do PG-RNA, em meio a acusações de que os membros da RATF traficavam drogas e operavam redes de prostituição, a confissão de culpa de Kathy Boudin e sua dissociação do movimento em troca de uma sentença mais branda, além de acusações infundadas de que a RATF era uma "pseudo-gangue" contrainsurgente dirigida pela inteligência dos EUA.

## Atividades

### 1970-72: Ataques
De acordo com um relatório do Departamento de Justiça sobre as atividades do BLA, o Exército de Libertação Negra foi suspeito de estar envolvido em mais de 70 incidentes de violência entre 1970 e 1976. A Ordem Nacional Fraternal de Polícia [en] responsabilizou o BLA pelos assassinatos de 13 policiais.

Em 22 de outubro de 1970, acredita-se que o BLA tenha colocado uma bomba na Igreja de São Brendan, em São Francisco, enquanto ela estava cheia de pessoas que participavam do funeral do policial de São Francisco, Harold Hamilton, que havia sido morto no cumprimento do dever ao reagir a um assalto a banco. A bomba foi detonada, mas ninguém na igreja sofreu ferimentos graves.

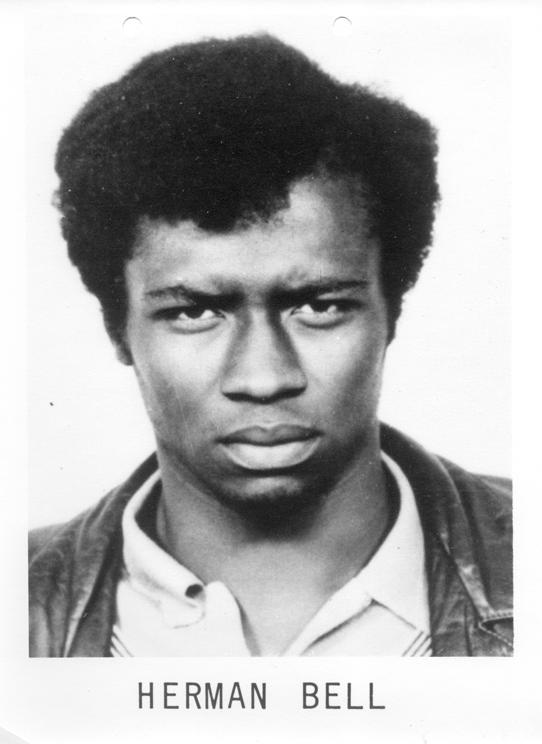
Cartaz de Herman Bell como o mais procurado pelo FBI em 1973.

Em 21 de maio de 1971, até cinco homens participaram do assassinato de dois policiais da cidade de Nova York, Joseph Piagentini e Waverly Jones. Os acusados e levados a julgamento pelos disparos incluem Anthony Bottom [en] (também conhecido como Jalil Muntaqim), Albert Washington, Francisco Torres, Gabriel Torres e Herman Bell.
Em 29 de agosto de 1971, três homens armados assassinaram o sargento da polícia de São Francisco, John Victor Young, de 51 anos, enquanto ele trabalhava em uma mesa em sua delegacia de polícia, que estava quase vazia no momento devido a um ataque a bomba em um banco que ocorrera mais cedo. Apenas um outro policial e um funcionário civil estavam presentes. Dois dias depois, o San Francisco Chronicle recebeu uma carta assinada pelo BLA reivindicando a responsabilidade pelo ataque.
Em 3 de novembro de 1971, o policial James R. Greene, do Departamento de Polícia de Atlanta, foi baleado e morto em sua van de patrulha em um posto de gasolina. Sua carteira, distintivo e arma foram levados, e as evidências no local apontavam para dois suspeitos. O primeiro era Twymon Myers [en] (suspeito de ser um dos líderes do grupo), que foi morto em um tiroteio com a polícia em 1973, e o segundo era Freddie Hilton (também conhecido como Kamau Sadiki), que escapou da captura até 2002, quando foi preso na cidade de Nova York por uma acusação separada e reconhecido como um dos procurados pelo assassinato de Greene. Aparentemente, os dois homens atacaram o policial para ganhar posição junto a seus compatriotas do Exército de Libertação Negra.
Em 27 de janeiro de 1972, o Exército de Libertação Negra assassinou os policiais Gregory Foster e Rocco Laurie na esquina da 174 Avenue B, na cidade de Nova York. Após as mortes, uma nota enviada às autoridades retratou os assassinatos como uma retaliação pelas mortes de prisioneiros durante o motim na prisão de Attica em 1971. Dois suspeitos morreram em “tiroteios não relacionados com policiais” — um em Nova York e outro em St. Louis, com a arma de Laurie em seu carro — e um terceiro foi condenado em 2016 a 21 anos de prisão por vender heroína para policiais disfarçados. Outro suspeito, Henry Brown, foi julgado pelos assassinatos e considerado inocente. As evidências encontradas na cena do crime foram perdidas desde então.

### 1972-79: Ações e fugas
Em 31 de julho de 1972, cinco indivíduos armados sequestraram o voo 841 da Delta Air Lines [en] na rota de Detroit para Miami, cobrando um resgate de US$ 1 milhão e desviando o avião para a Argélia, após liberar os passageiros. As autoridades locais apreenderam o resgate, mas permitiram que o grupo fugisse. Quatro deles acabaram sendo capturados pelas autoridades francesas em Paris, onde foram condenados por vários crimes, mas um deles — George Wright — permaneceu foragido até 26 de setembro de 2011, quando foi capturado em Portugal. Os tribunais portugueses rejeitaram o pedido inicial de extradição, e as autoridades americanas ainda podem recorrer dessa decisão.
Em outro incidente de grande repercussão, Assata Shakur, Zayd Shakur e Sundiata Acoli [en] teriam aberto fogo contra policiais estaduais em Nova Jersey após serem parados por causa de uma lanterna traseira quebrada. Zayd Shakur e o policial estadual Werner Foerster foram mortos durante a troca de tiros; Assata Shakur foi baleada nas costas e no braço. Após sua captura, Assata Shakur foi julgada em seis processos criminais diferentes. De acordo com Shakur, ela foi espancada e torturada durante seu encarceramento em várias prisões federais e estaduais. As acusações contra eles variavam de sequestro a assalto, agressão e roubo a banco. Assata Shakur foi considerada culpada por um júri totalmente branco pelo assassinato de Foerster e de seu companheiro Zayd Shakur, mas escapou da prisão em 1979. Ela fugiu para Cuba e recebeu asilo político lá. Acoli foi condenado pelo assassinato de Foerster e sentenciado à prisão perpétua.

### 1981: Assalto à Brinks
O BLA esteve ativo nos Estados Unidos pelo menos até 1981, quando um assalto a um caminhão da Brink's [en], realizado com o apoio dos ex-membros do Weather Underground Kathy Boudin [en], David Gilbert [en] e Judith Alice Clark [en], deixou um guarda e dois policiais mortos. Boudin, Gilbert e Clark, juntamente com vários membros do BLA e da Organização Comunista 19 de Maio [en], foram presos posteriormente.

## Consequências

### Simpatias anarquistas
Após o colapso do BLA, alguns membros - incluindo Ashanti Alston, Donald Weems (também conhecido como Kuwasi Balagoon) e Ojore Lutalo [en] - tornaram-se defensores do anarquismo. Weems faleceu na prisão em 1986, vítima de uma doença relacionada à AIDS. Alston continua ativo no apoio a causas relacionadas à prisão e em outros círculos ativistas. Lutalo foi libertado em 2009, após cumprir 28 anos de prisão por acusações relacionadas a um tiroteio com um traficante de drogas em 1981 (além de violação da liberdade condicional decorrente de sua condenação por um assalto a banco em 1975). Durante esse período, Lutalo foi punido com confinamento solitário por receber literatura anarquista. Enquanto estava preso, recebeu apoio da organização Cruz Negra Anarquista.
Em 26 de janeiro de 2010, Lutalo foi preso sob acusação de colocar em risco o transporte público, após ser identificado erroneamente como alguém que teria feito ameaças terroristas em seu celular, enquanto viajava de trem da Amtrak para Nova Jersey, depois de participar da Feira do Livro Anarquista [en] em Los Angeles. A acusação foi retirada por falta de provas, e Lutalo entrou com um processo contra a cidade de La Junta, Colorado, onde ocorreu sua prisão, por um valor não revelado.

### Julgamentos posteriores
Em janeiro de 2007, oito homens, conhecidos como San Francisco 8 [en], foram acusados por uma força-tarefa estadual e federal pelo assassinato de John Young. Os réus foram identificados como ex-membros do Exército de Libertação Negra. Um caso similar havia sido arquivado em 1975, quando um juiz determinou que a polícia obteve provas por meio de tortura. Em 29 de junho de 2009, Herman Bell se declarou culpado de homicídio culposo voluntário pela morte do sargento Young. Em julho de 2009, as acusações contra quatro dos acusados - Ray Boudreaux, Henry W. Jones, Richard Brown e Harold Taylor - foram retiradas. No mesmo mês, Jalil Muntaquim [en] se declarou inocente de conspiração para cometer homicídio culposo, tornando-se a segunda pessoa a ser condenada nesse caso.

### Legado
Membros do Exército de Libertação Negra foram citados como uma influência pelos fundadores do movimento Black Lives Matter. A ex-membro do BLA e fugitiva Assata Shakur é considerada “uma heroína para muitos ativistas de esquerda nos EUA”. Ela é celebrada por alguns grupos, incluindo os organizadores da Marcha das Mulheres de 2017 e o grupo de poder negro As Filhas de Assata [en].

## Lista de membros e associados

### Membros na prisão, em 2023
- Kojo Bomani Sababu (anteriormente Grailing Brown); condenado por assalto a banco em 1975.[57]
- Kamau Sadiki (ex-Freddie Hilton); condenado em 13 de outubro de 2002 e sentenciado à prisão perpétua pelo assassinato do policial de Atlanta Jim Greene em 1971.[58]
- Fred 'Muhammad' Burton; um dos Philadelphia Five.[59][57][22]

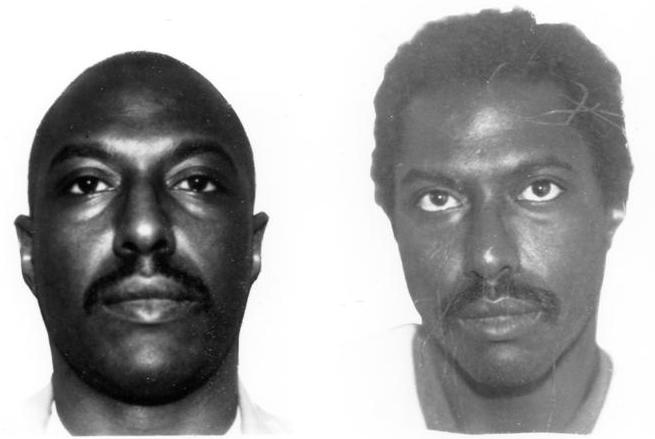
Pôster de Arthur Lee Washington, um dos mais procurados pelo FBI em 1989.

- Joseph Bowen.[57][22]

### Fugitivos
- Assata Shakur (anteriormente JoAnne Chesimard); nomeada na lista dos mais procurados pelo FBI - a primeira mulher a entrar na lista.[60] Acredita-se que ela esteja vivendo em Cuba sob asilo político. Fugiu da prisão em 1979, depois de ser condenada pelo assassinato, em 2 de maio de 1973, do soldado Werner Foerster, do Estado de Nova Jersey.[61]

- George Wright; foragido e sequestrador de 1972; vive em Portugal, que se recusou a extraditá-lo para os EUA.[40]
- Arthur Lee Washington Jr.; Fugitivo nº 427 dos Dez Mais Procurados do FBI, procurado pela tentativa de assassinato de um policial estadual de Nova Jersey em 1989. Removido da lista em dezembro de 2000 por não atender mais aos critérios.[62][63]

### Outros membros e associados
- Sundiata Acoli [en] (anteriormente Clark Edward Squire); condenado junto com Assata Shakur pelo assassinato de um policial estadual de Nova Jersey em 1973.[64] Libertado em maio de 2022;[65]
- Timothy Adams; morreu em um tiroteio em 1973;[66]
- Ashanti Alston; condenado por assalto a banco em 1974. Libertado em 1985;[67]
- John Clark Andaliwa; morreu em um tiroteio, 1976;[66]

- Kuwasi Balagoon (anteriormente Donald Weems); um dos Pantera 21 [en] e posteriormente condenado por envolvimento no assalto à Brink's em 1981.[68][69] Morreu na prisão em 13 de dezembro de 1986;[70]
- Silvia Baraldini [en]; condenada em 1983 por participação em ações do BLA.[71] Repatriada em 1999 e recebeu liberdade condicional em 2006;[72]
- Dhoruba bin Wahad [en] (nascido Richard Earl Moore); um dos Panteras 21, cofundador do BLA e fundador da Campaign to Free Black and New African Political Prisoners. Condenado por tentativa de homicídio em 1973 e libertado em 1990, posteriormente ganhou processos contra o FBI e a polícia de Nova York;[73]
- Marilyn Buck [en]; condenada por participação no assalto à Brink's em 1981, na fuga de Assata Shakur e em outros incidentes.[74] Foi libertada e morreu em 2010;[75]
- Safiya Bukhari [en] (anteriormente Bernice Jones); condenada por várias acusações em 1975, fugiu em 1976, foi recapturada em 1977 e saiu em liberdade condicional em 1983;[76]
- Alfred Butler; morreu em um tiroteio em 1975;[66]
- Ronald Carter; morreu em um tiroteio em 1972;[66]
- Judith Alice Clark [en]; condenada por participação no assalto à Brink's em 1981.[77] Liberada em 2019;[78]
- Jacob John Dougan Jr.; condenado por dois assassinatos de caucasianos aleatórios na Flórida. Atualmente no corredor da morte;[79]
- Frank 'Heavy' Fields, morto em um tiroteio em 1971;[66]
- Cliff 'Lumumba' Futch;[59]
- David Gilbert [en] e Kathy Boudin; ambos enviados à prisão por seu papel no assalto à Brink's em 1981.[80] Gilbert foi libertado em 2021.[81] Boudin foi libertado em 2003 e morreu em 2022;[82]
- Bashir Hameed (anteriormente James Dixon York) morreu na prisão em 30 de agosto de 2008;[83][84]
- Anthony LaBorde (também conhecido como Abdul Majid) (morreu na prisão em 3 de abril de 2016); condenado pelo assassinato de um policial em 1981;[85]
- Robert Seth Hayes; condenado pelo assassinato de um policial de trânsito de Nova York. Foi libertado em 2018 e morreu em 2019;[86]
- Wayne 'Musa' Henderson; morreu em um tiroteio após uma fuga da prisão, 1977;[59]
- Phyliss 'Oshun' Hill;[59]
- Ruchell 'Cinque' Magee [en], autor dos ataques ao Centro Cívico do Condado de Marin [en], libertado em julho de 2023;[87]
- Arthur 'Cetawayo' Johnson;[59]
- Jamal Joseph; escritor, diretor, produtor, poeta, ativista e educador americano. Membro do Partido dos Panteras Negras e do Exército de Libertação Negra. Foi processado como um dos Panteras 21 e passou seis anos preso na Penitenciária de Leavenworth;[88]
- Robert 'Saeed' Joyner;[59]
- Melvin Kearney; morreu em uma tentativa de fuga, em 1976;[66]
- Ojore Lutalo [en]; condenado após um tiroteio com um traficante de drogas, libertado em 2009;[89]
- Twymon Myers [en], morreu em um tiroteio em 1973;[66]
- Jalil Muntaqim (anteriormente Anthony Bottom); um dos Três de Nova York condenado por matar dois policiais. Saiu da prisão em outubro de 2020, após mais de 49 anos de encarceramento e 11 recusas de liberdade condicional;[90][91][92]
- Sekou Odinga [en] (anteriormente Nathaniel Burns); um dos Panther 21 e posteriormente condenado por seis acusações de tentativa de homicídio por participação no assalto à Brink's em 1981 e outros incidentes. Libertado em 2014;[93]
- Susan Rosenberg [en], condenada em 1985 por posse de explosivos, libertada em 2001;[94]
- Harold Russell; morreu em um tiroteio em 1971;[66]
- Mutulu Shakur [en] (anteriormente Jeral Wayne Williams); acusado de conspiração na fuga de Assata Shakur da prisão do BLA em 1979, o Fugitivo nº 380 do FBI. Capturado em 1986 e condenado em 1988 por participar do assalto à Brink's em 1981, recebeu uma sentença de 60 anos em uma prisão federal. Encarcerado em Victorville, foi libertado em dezembro de 2022. Morreu em 2023. Shakur foi padrasto do falecido artista de rap Tupac Shakur;[66]
- Zayd Malik Shakur (anteriormente James F. Coston); morreu em um tiroteio em 1973;[66]
- Russell Maroon Shoatz [en] (23 de agosto de 1943 - 17 de dezembro de 2021); condenado pelo assassinato de um policial em 1972. Recebeu liberdade compassiva devido a um câncer avançado e morreu menos de dois meses depois, em 2021;[95]
- Samuel Smith (também conhecido como Mtayari Shabaka Sundiata); morreu em um tiroteio em 1981;[66]
- William Turk (também conhecido como Sekou Kambui); condenado por dois assassinatos no Alabama. Libertado em 2014.[96]
- Albert Washington (morreu na prisão em 28 de abril de 2000) e Herman Bell (libertado em 2018); dois dos Três de Nova York condenados pelo assassinato de dois policiais da cidade de Nova York em 1971.[97]
- Anthony White (também conhecido como Kimu Olugbala) e Woodie Greene (também conhecido como Changa Olugbala); morreram em tiroteio em 1973.[66]